# あばれはっちゃく
『あばれはっちゃく』は、児童文学者・山中恒の作による児童向け小説。1970年6月2日から1972年3月30日にかけ、読売新聞社（現：読売新聞東京本社）発行のよみうり少年少女新聞にて連載。1979年から1985年には、毎週土曜日にテレビドラマ（テレビ朝日系列）が放送された。

## 主人公
主人公は“あばれはっちゃく”と呼ばれるガキ大将の桜間長太郎（さくらま ちょうたろう）。
美玉市立第1小学校5年生。父親は昔気質な大工、母親は人情派。姉のてるほは小学校2年生まで出べそだったが、中学1年の現在はつんつんしている。沢田公一という親友がいる。
正義漢であり、悪い大人を挫き弱い大人を助ける、任侠精神を持つ。勉強は不得意だが、ひらめきは最高。大人をやっつける戦術も、ひらめきで得る。
映像作品「俺はあばれはっちゃく」での呼び名について、オープニングでは「だからみんな俺のことをあばれはっちゃくって呼ぶんだ」との説明が入る。しかし同級生らは「長太郎くん」、先生や家族など大人たちからは「長太郎」と呼ばれている。それ以外では山本巡査・ヒトミの母・公一の母・狐おばさんの4人が「はっちゃく」と呼び、「あばれはっちゃく」と呼ぶ人物は登場しない。
　例外的だが、普段は「長太郎くん」と呼ぶヒトミが第5話では「あばれはっちゃく、がんばって！」最終話では「こら！　返事しろ！　あばれはっちゃく！」と長太郎を励ましているシーンがあった。
原作における長太郎のイメージは「ずんぐりむっくり」とあるが、『俺はあばれはっちゃく』にて痩せ型・脚長の吉田友紀を起用している。『男!あばれはっちゃく』での2代目長太郎は原作のイメージどおり｢ずんぐりむっくり｣体型な栗又厚が務めた。

## 書誌情報
読売新聞社
- 山中恒児童よみもの選集

1. あばれはっちゃく上（1977年）
2. あばれはっちゃく下（1977年）

理論社
- 山中恒よみもの文庫
  - あばれはっちゃく（1996年）

KADOKAWA（角川グループパブリッシング） 
- 角川文庫
  - あばれはっちゃく（2008年）
- 角川つばさ文庫
  - あばれはっちゃく‐ワンぱく編‐（2014年）
  - あばれはっちゃく‐ツーかい編‐（2014年）

## テレビドラマ

### シリーズ作品
- 『俺はあばれはっちゃく』（1979年2月3日 - 1980年3月8日、全56話）
  - 父親はデパート営繕課に勤務する大工（親方ではない）。登場人物も、原作に忠実である。
- 『男!あばれはっちゃく』（1980年3月22日 - 1982年3月27日、全102話）
  - 父親は会社勤務の大工。母親は自宅で理容店を経営する。第1話で群馬県から東京都世田谷区に引っ越してくる。東京でみゆきとの出会いをきっかけに合気道を始める。
  - 作中でも「2代目はっちゃく」という設定である。62話「羽ばたけヤキトリ㋪作戦」にて、群馬時代に兄の同級生で「初代はっちゃく」にあたる赤木時次郎（西山勝仁）が小学校卒業にあたり「はっちゃく」を引退し長太郎を2代目として引き継がせる過去エピソードが挿入されている。
- 『熱血あばれはっちゃく』（1982年4月10日 - 1983年3月26日、全49話）
  - 父親は会社勤務の大工。母親は自宅で洋装店を経営する。第1話で栃木県日光市から東京都世田谷区に引っ越してくる。栃木のころからサッカーの達人で「日光ライオンズ」のエースだった。その才能を買われ地元のチーム「あけぼのジャガーズ」へ加入。
- 『痛快あばれはっちゃく』（1983年4月2日 - 1985年2月23日、全93話）
  - 父親は会社勤務の大工。母親は自宅でクリーニング店を経営する。もともと東京在住で学区区分の変更のため第1話から新たな学校へ転校する。初代はっちゃく演じる高校生の島津隼人とは親戚の間柄で、彼からレスリングを教わっている。2代目はっちゃく演じる滝竜二とも顔見知りの仲。
- 『逆転あばれはっちゃく』（1985年3月2日 - 9月21日、全27話）
  - 父親は動物園の飼育担当。母親は自宅で美容院を経営する。第1話で茨城県から東京都大田区に引っ越してくる。運動神経は抜群だが前3代と異なりスポーツの嗜みはない。東京での住所は『熱血』と同じ「あけぼの町」という地名だが別区なため関連はない。
  - タイトルの『逆転』は、5代目はっちゃく役の酒井一圭が主役オーディションから外れて友人役などで選考対象となったが、主役候補たちをおさえ採用を勝ち取った（逆転した）ことから取られた[2][3]。

### スペシャル
- 『俺は男だ!あばれはっちゃく』（1982年1月2日）
  - 『男!』シリーズ放送中に正月スペシャルとして土曜19:30 - 20:51[4]で放送。『俺は』で長太郎を演じた吉田友紀が、72・73話登場の「島津隼人」という少年役で再出演し、栗又厚演じる2代目長太郎と共演する。のちに3代目となる荒木直也もカメラテストを兼ねた端役でゲスト出演している。
- 『男三人!あばれはっちゃく』（1982年4月3日）
  - 『男!』終了の翌週に19:30 - 20:54[4]で放送。小学校を卒業した最終回後の春休みにあたるエピソード。『俺は男だ!』の続編であり、翌週にスタートする『熱血』の番宣も兼ねている。栗又および吉田は『俺は男だ』と同役で、『熱血』で3代目長太郎を演じる荒木直也は「純一」[5]という少年役で出演。また『俺は』のヒロインである宮村ヒトミを演じた早瀬優香子は「桂木ちはる」という少女役で出演。上述した”2代目はっちゃく”という設定から、最後は東京へ転校してくる純一に3代目として「はっちゃく」を譲るという形で終了した。

### 放送時間
- テレビ朝日：土曜 19:30 - 20:00
- 北海道テレビ：土曜 19:30 - 20:00
- 青森放送：土曜 17:00 - 17:30[注釈 1]
- 山形テレビ：日曜 6:00 - 6:30[6][7]。
- 東日本放送：土曜 19:30 - 20:00
- 福島中央テレビ：木曜 17:00 - 17:30[注釈 2][8]→ 福島放送：土曜 19:30 - 20:00（1981年9月 - ）
- 新潟テレビ21：土曜 19:30 - 20:00（1983年10月 - ）
- テレビ山梨：月曜 17:20 - 17:50[9]
- 静岡けんみんテレビ（現：静岡朝日テレビ）:木曜 18:00 - 18:30 → 土曜 19:30 - 20:00[注釈 3]
- 石川テレビ:月曜 19:00 - 19:30（1984年3月12日に打ち切り）[10]
- 福井テレビ：水曜 17:25 - 17:55[11]
- 名古屋テレビ：土曜 19:30 - 20:00
- 朝日放送（ABCテレビ）：土曜 18:00 - 18:30 → 17:55 - 18:25[注釈 4]
- 広島ホームテレビ：土曜 19:30 - 20:00[注釈 5]
- 山口放送：日曜 10:30 - 11:00[12][注釈 6]
- 瀬戸内海放送：土曜 19:30 - 20:00
- 南海放送：月曜 17:30 - 18:00[12]
- 九州朝日放送 : 土曜 19:30 ~ 20:00
- 長崎放送：木曜 16:50 - 17:20 → 水曜 17:20 - 17:50[13]
- 熊本放送：月曜 17:30 - 18:00[14]
- テレビ大分：日曜 18:00 - 18:30[12][注釈 7]
- テレビ宮崎：木曜 19:00 - 19:30[15]
- 鹿児島テレビ : 火曜 17:55 - 18:25[15][注釈 8]→鹿児島放送 : 土曜 19:30 - 20:00（1982年10月より、『熱血あばれはっちゃく』の途中から同時ネットで放送）
- 琉球放送：月曜 17:00 - 17:30[16]

### 概要
16ミリフィルム実写によるテレビドラマ。様々な家庭・学校問題を描いた。
オープニングにて40秒ほどのショートストーリードラマが挿入される（本編の枕となる場合もあった）。それをバックに「俺は桜間長太郎」で始まるパターン化した自己紹介を挟み、「あばれはっちゃく」の言葉の意味も併せて解説されていた。長太郎と出演者たちが演じ、最後にへまをする形で終了。続けて、オープニング曲『タンゴ！むりすんな』が流れる（第5シリーズを除く）。
サブタイトルの最後に"マル秘作戦"（タイトル表示は㋪作戦。ラテ欄では当該表記以外に㊙も存在した）とすることが本作の定式である。家族構成は長太郎、父・母・兄（もしくは姉）に犬を加えたもの。
東野英心演じる父親が「この、バッカヤロー！」の台詞とともに息子を張り飛ばした後、「てめぇの馬鹿さ加減にはなぁ、父ちゃん情けなくて涙が出てくらぁ」と言い放つシーンが代名詞でもある（第5シリーズを除く）。
母親は長太郎にとって一番の良き理解者であるが、激昂した際には「あんたの馬鹿さ加減には、母ちゃん情けなくて涙も出てこないわ」と言い放つ。第1シリーズでは専業主婦、第2シリーズ以降は理容室や洋裁店、クリーニング店など自営業をしている。
兄は大人しいガリ勉で、長太郎とは対照的なキャラクター。姉はクールな秀才少女かつ長太郎に対抗できる活発的な優等生タイプ。兄･姉ともに両親からひいきされている。
長太郎は問題に遭遇すると、倒立しながら「ひらめけーひらめけー」の台詞とともに熟考しひらめきを得る（このとき「ひらめいた！」と口にする）。4代目はブリッジしながら「はっちゃけーはっちゃけー」「はっちゃけた！」、5代目は座禅を組み「きらめけーきらめけー」と変更されるなど後期にはイメージチェンジが図られた。5代目ではさらにアニメーション合成による吹き出しを採用。思考中は吹き出しの中で算術記号や数字がシャッフルし、最後は電球へ変化して「きらめいた！」「逆転だあ！」とともに電球が光る（ひらめきに至らない場合も電球は登場するが発光せず吹き出しが四散する）。初代において当初は、倒立での思考中に台詞がなく、最後の「ひらめいた！」のみだった。
初代長太郎役（吉田友紀）や姉のてるほ役（島田歌穂）といった主役・準主役級だった人物が、のちのシリーズにおいて別役で出演している。兄のライバル、歌手（てるほ）、初代長太郎は「レスリングを教える近所のお兄さん」など。
5代目酒井一圭を除き、のちのシリーズで長太郎やライバルを演じる面々は前シリーズにてテストを兼ねてゲスト出演している。
屋外で喧嘩をしていると、山内賢演じる長太郎のクラスの担任が必ず通りがかり、いかなるトラブルも仲裁して最後には丸く収める。
漫画家Moo.念平は、あばれはっちゃくをモデルに「あまいぞ!男吾」を描いたと述べている。

#### シリーズの終焉
シリーズ最終作『逆転あばれはっちゃく』（長太郎役・酒井一圭）では、相当数のスタッフを入れ替えると共に、さらなるイメージチェンジに挑戦した。
- 初代以来のオープニング曲を一新し、楽曲挿入前のショートストーリーを廃止。
- 親の呼称「父ちゃん」「母ちゃん」を「父さん」「母さん」に変更。
- 父親の職を大工サラリーマンから動物園の飼育員とした。また短気で昔気質の頑固さは鳴りを潜め[注釈 10]少々気弱な性格になり口数も少なめ（最終的には怒ることが多いが既存シリーズと比較し我慢を重ねようやく怒りを露にする）。
- 愛犬「ドン平」を「ドン次郎」とし犬種も変更。
- サブタイトルの「㋪作戦」を排し、サブタイトルコールを実写に変更。
- 母親（2代目以降）が自宅経営する店の手伝いを男（オカマ）に変更。
- 先生は長太郎への理解をある程度示すが基本的には厳しく接し長太郎を「桜間」と呼ぶ。父親と反比例するように母親や先生が𠮟責する立場となった。

これらが裏目に出たことで視聴率は低迷。修整案として12話「クシャミ拳はっちゃく勢揃い」にて先代はっちゃく1・2・4代目の3名を揃えた豪華ゲスト出演や、続く13話「珍登場 はっちゃく兄貴」では2代目の栗又厚を前話とは異なる配役で連続登場させるなど話題性のある手法に着手した。設定においては、先生を旧来のような気さくで優しい性格に戻し、13話以降は長太郎の呼称を「桜間」から「長太郎」にしている（あかね、秀彦、五郎ら他の生徒も同様に「長太郎」呼びに変更）。両親の設定も徐々に旧来のもの（「短気で怒りっぽく手の早い父」「優しい母」）へ戻していった。また「タンゴむりすんな!」を含め、旧シリーズのBGMを流す機会を増やすなど、可能な限り旧スタイルへの回帰を試みたが挽回には至らなかった。結果的に半年ほどで打ち切りとなり、第1作の放送開始から6年8カ月をもって本シリーズは終了。『逆転』主演の酒井によれば、1985年9月での終了決定を最初から聞かされていたという。

### 出演者

#### 歴代の桜間長太郎
- 初代 吉田友紀
- 2代目 栗又厚
- 3代目 荒木直也（作曲家・荒木とよひさの長男）
- 4代目 坂詰貴之
- 5代目 酒井一圭（後の「純烈」リーダー）

#### 桜間長太郎の親族
- 父親・長治（父ちゃん）：東野英心
- 母親・和子（母ちゃん）：久里千春
- 姉・てるほ：島田歌穂（第1シリーズのみ）
- 兄・信一郎：須田庄治（第2シリーズのみ）
- 兄・修一郎：中嶋洋行（第3シリーズのみ）
- 兄・賢一郎：竹花誠（第4シリーズのみ）
- 姉・カオル：今井りえ（第5シリーズのみ）

#### 歴代ヒロイン
- 宮村ヒトミ：早瀬優香子（第1シリーズのみ）
- 大島みゆき：鈴木輝江（第2シリーズのみ）
- 松山あけみ：浜村砂里（第3シリーズのみ）
- 春日まゆみ：水沢真子（第4シリーズのみ）
- 花村あかね：浅見奈生（第5シリーズのみ）

#### 桜間長太郎の友人
- 沢田公一：妹尾潤（第1シリーズのみ）
- 松岡恵子：岡田ゆり（第1シリーズのみ）
- 秋山小百合：大平佳奈子（第1シリーズのみ）
- 小川明子：小宮山京子（第1シリーズのみ）
- 古川洋一：大場利明（第2シリーズ・34話まで）
- 立花弘子：戸川絵夢（第2シリーズ・52話まで）
- 秋山和美：伊藤月子（第2シリーズ・52話まで）
- 加納章：阿部行雄（第2シリーズ・35話以降）
- 小川マリ子：吉田未保（第2シリーズ・53話以降）
- 木村悦子：平川優子（第2シリーズ・53話以降）
- 水島実：山住高広（第3シリーズのみ）
- 坂口みどり: 浅井星光（浅井星美）（第3シリーズのみ）
- 山下京子：田中香奈（第3シリーズ・24話まで）
- 三好清：斉藤芳之（第4シリーズのみ）
- 鈴木マヤ：谷内雪（第4シリーズのみ）
- 中島トシ子：飯島由起（第4シリーズ・51話まで）
- 山本けい子：波田小百合（第4シリーズ・52話以降）
- 石川ワタル：内田清隆（第5シリーズのみ）
- 江原浩一（ガンモ）：小見浩昭（第5シリーズのみ）
- 宇波留太（ウーパー）：中川達也（第5シリーズのみ）
- 西田英樹：飯田武伸（第5シリーズのみ）
- 島崎達也：宇梶忠男（第5シリーズのみ）
- 平山良平：平沢良祐（第5シリーズのみ）
- 丸山ルリ子（ブッチャー）：長瀬潮美（第5シリーズのみ）
- 山川明子（アラレ）：小川広美（第5シリーズのみ）
- 小林法子（まね子）：小島法子（第5シリーズのみ）
- 橋本千鶴子：髙橋奈緒（第5シリーズのみ）

#### 桜間長太郎のライバル
- 吉井正彦：草間光行（第1シリーズのみ）
- 吉川茂：葺本光秀（第1シリーズ・5話のみ）
- 佐藤邦彦：長野昇一（第2シリーズ・52話まで）
- 江藤克彦：織田真早彦（第2シリーズ・53話以降）
- 井上輝彦：小池満敏（第3シリーズのみ）
- 飯田信彦：草間忠宏（第4シリーズのみ）
- 高田秀彦：阪田智彦（第5シリーズのみ）
- 大下五郎：大島和徳（第5シリーズのみ）
- 小川松夫：太田聡（第5シリーズのみ）

#### 桜間長太郎の担任
全て山内賢が演じている。
- 佐々木信二郎[注釈 11]（第1シリーズ）
- 寺山健一郎（第2シリーズ）
- 堀内圭介（第3シリーズ）
- 広田哲夫（第4シリーズ）
- 山西賢次郎（第5シリーズ）

#### 桜間長太郎が飼っている犬
- 初代ドン平：ラブラドール・レトリバー[注釈 12]（第1・第2・第3シリーズ）
- 2代目ドン平：ラブラドール・レトリバー（第4シリーズ）
- ドン次郎：柴犬（第5シリーズ）

長太郎の母が経営している店の助手
- 中村かよ子：塩沢いずみ（第2シリーズのみ）
- 小野愛子：村岡千賀子（第3シリーズのみ）
- 森田マリ子：浦島ゆら子（第4シリーズのみ）
- 森田健三：小田健八（第5シリーズのみ）

#### 桜間長太郎の周囲の人々
- 正彦の父・正雄：頭師孝雄（第1シリーズのみ）
- 正彦の伯母：新村礼子（第1シリーズのみ）
- 山本巡査：佐藤輝（第1シリーズのみ。「佐藤輝昭」名義）
- 公一の母：青木和代（第1シリーズのみ）
- ヒトミの母・麗子：木村有里（第1シリーズのみ）
- ヒトミの父・雄一郎：若尾義昭（第1シリーズのみ）
- 佐々木先生の母・菊代：三宅邦子（第1シリーズのみ）
- 美玉第一小学校校長・太田武：北川陽一郎（第1シリーズのみ）
- 島津隼人：吉田友紀（第2シリーズ72・73話、スペシャル、第4シリーズ準レギュラー1～26話。第4シリーズのオープニングは51話まで登場）
- みゆきの父・英介（大島医院院長）：安田伸（第2シリーズのみ）
- みゆきの母・れい子：藤江リカ（第2シリーズのみ）
- 邦彦の父・邦雄：恒吉雄一（第2シリーズ・52話まで）
- 邦彦の姉・ゆかり：新城美香（第2シリーズ・52話まで）
- 克彦の父・克雄（ちとせ美工支社長）：斉木信博（第2シリーズ・53話以降、スペシャル）
- 克彦の姉・洋子：浅川薫（第2シリーズ・53話以降、スペシャル）
- 克彦の祖母：新村礼子（第2シリーズ・53話以降）
- 章の父・良介：稲吉靖司（第2シリーズ・53話以降、スペシャル）
- 章の母・君代：青木和代（第2シリーズ・53話以降、スペシャル）
- ちとせ第一小学校校長・岩原直樹：西国成男（第2シリーズのみ）
- 山吹カヲル：島田歌穂（第2シリーズ・97話のみ）
- 滝竜二：栗又厚（第3・第4シリーズ）[注釈 13]
- あけみの父：蔵一彦（第3シリーズのみ）
- あけみの母・朝子：木村有里（第3シリーズのみ）
- 輝彦の父・輝雄（立石建設社長）：工藤堅太郎（第3シリーズのみ）
- 輝彦の母・治子：西尾三枝子（第3シリーズのみ）
- 実の父・太一：冷泉公裕（第3シリーズのみ）
- 実の母・千代：大井小町（第3シリーズのみ）
- 実の妹・ルミ：永井美香（第3シリーズのみ）
- 朝子の上司・市川（婦人文化出版編集長）：石田太郎（第3シリーズのみ）
- まゆみの父・幸一（つくし第一小学校教頭）：犬塚弘（第4シリーズのみ）
- まゆみの母：寺田恵子（第4シリーズのみ）
- 清の父・清一：辻三太郎（第4シリーズのみ）
- 清の母：十勝花子（第4シリーズのみ）
- 信彦の母・房江（つくし美工社長）：一谷伸江（第4シリーズのみ）
- 信彦の姉・友子：佐賀朋美（第4シリーズのみ）
- 信彦の伯父・一平（つくし美工専務）：沼田爆（第4シリーズのみ）
- マヤの父・吉秀（ニコニコトラック社長）：樋浦勉（第4シリーズのみ）
- マヤの母・民子：井上れい子（第4シリーズのみ）
- トシ子の母・正子：橘雪子（第4シリーズ・51話まで）
- けい子の弟・たかし：増渕悠樹（第4シリーズ・52話以降）
- 東大三郎：荒木直也（第4シリーズ・27話のみ）
- あかねの父・洋一：中原由視（第5シリーズのみ）
- あかねの母・高子：生田悦子（第5シリーズのみ）
- あかねの弟・ただし：野坂研（第5シリーズのみ）
- 秀彦の父・恒彦（あさひが丘動物園園長）：天田俊明（第5シリーズのみ）
- 秀彦の祖母・まさ子：宮城千賀子（第5シリーズのみ）
- ワタルの父・三平：稲吉靖司（第5シリーズのみ）
- ワタルの母・はなえ：あき竹城（第5シリーズのみ）

### スタッフ
- プロデューサー：落合兼武、宇都宮恭三（テレビ朝日）・鍛冶昇（国際放映）
- 脚本：山根優一朗、三宅直子、田口成光、市川靖、安藤豊弘
- 音楽：渡辺岳夫
- 監督：山際永三、新津左兵、川島啓志、松生秀二
- 製作：テレビ朝日、国際放映

### テーマソング
- 「タンゴむりすんな!」（堀江美都子） 作詞：山中恒／作曲：渡辺岳夫／編曲：小谷充
  - 1代目 - 4代目に共通のオープニング曲として使われた。過去にはグリコ「GABA」のCMで使用されたことがある。
- 「そうだよおいらは」（山野さと子） 作詞：山中恒／作曲：渡辺岳夫／編曲：高田弘
  - 5代目オープニング曲。
- 「はっちゃく音頭」（堀江美都子） 作詞：山中恒／作曲：渡辺岳夫／編曲：小谷充
  - 1代目ではエンディングに使用されたが、2代目以降は冒頭のBGMでのみ使用されるようになった。なお、エンディング曲はシリーズごとに異なる。
- 「あばれはっちゃくまっしぐら｣（堀江美都子） 作詞：山中恒／作曲：渡辺岳夫／編曲：小谷充
  - 1代目の後半から、2代目にかけて使用された挿入歌。長太郎の天衣無縫な振る舞いの場面に掛けられた。
- 「はっちゃくひとりうた」（堀江美都子） 作詞：山中恒／作曲：渡辺岳夫／編曲：小谷充
  - 2代目54話の挿入歌で哀愁漂う曲だった。
- 「おれは男だ」（山内賢） 作詞：松生秀二／作曲：山内賢
  - 2代目70話で挿入された他、スペシャル「俺は男だ!」のエンディングで使用された(ともにクレジットなし)。正式にクレジットされた最終話(102話)では話の中で栗又らと歌っている。
- 「そいつぁだれだ」（堀江美都子） 作詞：山中恒／作曲：渡辺岳夫／編曲：小谷充
  - 2代目のエンディング曲。（テレビでは「そいつぁ！」と表記されている）スペシャルの「俺は男だ」「男三人」は2代目を基本ベースとしているためかエンディングのクレジット表記に含まれているが実際は使われていない。
- 「バンバンビンビンはっちゃめちゃ」（堀江美都子） 作詞：山中恒／作曲：渡辺岳夫／編曲：久石譲
  - 3代目のエンディング曲。
- 「ほんとにあいつはにくいやつ」（松下丸子） 作詞：山中恒／作曲：渡辺岳夫／編曲：久石譲
  - 4代目のエンディング曲。
- 「あのこといっしょに」（山野さと子） 作詞：山中恒／作曲：渡辺岳夫／編曲：高田弘
  - 5代目のエンディング曲。

## 放送リスト

### 第一期 「俺はあばれはっちゃく」
| 回 | 放送日     | サブタイトル                 | 脚本       | 監督     | ゲスト                                     |
| -- | ---------- | ---------------------------- | ---------- | -------- | ------------------------------------------ |
| 1  | 1979/2/3   | 猛犬退治マルヒ作戦           | 山根優一郎 | 山際永三 | 浜村純、磯村千花子、石井富子               |
| 2  | 1979/2/10  | 優等生フンサイマルヒ作戦     | 山根優一郎 | 山際永三 | -                                          |
| 3  | 1979/2/17  | 夢見る初恋マルヒ作戦         | 三宅直子   | 山際永三 | 塩沢とき                                   |
| 4  | 1979/2/24  | がんばれ親父マルヒ作戦       | 田口成光   | 新津左兵 | -                                          |
| 5  | 1979/3/3   | 無抵抗マルヒ作戦             | 市川 靖    | 山際永三 | 葺本光秀、丸井大福                         |
| 6  | 1979/3/10  | アネキくたばれマルヒ作戦     | 山根優一郎 | 新津左兵 | 藤谷美和子                                 |
| 7  | 1979/3/17  | チカン御用だマルヒ作戦       | 山根優一郎 | 新津左兵 | 川島一平                                   |
| 8  | 1979/3/24  | 飛んでけ婆さんマルヒ作戦     | 田口成光   | 新津左兵 | 賀原夏子                                   |
| 9  | 1979/3/31  | けとばせ過保護マルヒ作戦     | 市川 靖    | 山際永三 | 三谷昇、藤江リカ、加戸谷隆斗、大村千吉     |
| 10 | 1979/4/7   | じいさん笑えマルヒ作戦       | 三宅直子   | 山際永三 | 浜村純、磯村千花子、津村鷹志               |
| 11 | 1979/4/14  | お作法破りマルヒ作戦         | 山根優一郎 | 川島啓志 | 西田健                                     |
| 12 | 1979/4/21  | 宿題突破マルヒ作戦           | 田口成光   | 新津左兵 | 阿部仁志、山崎忠司                         |
| 13 | 1979/4/28  | 暴れキューピットマルヒ作戦   | 市川 靖    | 川島啓志 | 天草四郎、花房徹、上原ゆかり               |
| 14 | 1979/5/5   | 泳げ鯉のぼりマルヒ作戦       | 山根優一郎 | 新津左兵 | 太宰久雄                                   |
| 15 | 1979/5/12  | アイラブ母ちゃんマルヒ作戦   | 三宅直子   | 山際永三 | -                                          |
| 16 | 1979/5/19  | ガードマンマルヒ作戦         | 田口成光   | 山際永三 | 東郷晴子、五十嵐美鈴、上野郁巳、米村知晃   |
| 17 | 1979/5/26  | 走れ初恋マルヒ作戦           | 市川 靖    | 新津左兵 | -                                          |
| 18 | 1979/6/2   | 友情と引っ越しソバマルヒ作戦 | 安藤豊弘   | 新津左兵 | 藤井章人                                   |
| 19 | 1979/6/9   | 特ダネ記者だマルヒ作戦       | 三宅直子   | 松生秀二 | 有川雄司                                   |
| 20 | 1979/6/16  | あばれ孫悟空マルヒ作戦       | 市川 靖    | 山際永三 | 三好美智子                                 |
| 21 | 1979/6/23  | 切手コレクションマルヒ作戦   | 安藤豊弘   | 山際永三 | ラセイ・ワハブ、若尾義昭、松尾文人         |
| 22 | 1979/6/30  | 誘拐されたゾマルヒ作戦       | 田口成光   | 松生秀二 | 冷泉公裕                                   |
| 23 | 1979/7/7   | たなばた幽霊マルヒ作戦       | 市川 靖    | 松生秀二 | 武知杜代子、柳谷寛                         |
| 24 | 1979/7/14  | やったぜデートマルヒ作戦     | 三宅直子   | 松生秀二 | 高見知佳、八幡洋之                         |
| 25 | 1979/7/21  | ガマン旅行だマルヒ作戦       | 田口成光   | 山際永三 | 西川敬三郎                                 |
| 26 | 1979/8/4   | モヤシも男だマルヒ作戦       | 安藤豊弘   | 山際永三 | 大谷輝彦、熊谷誠二、加藤茂雄               |
| 27 | 1979/8/11  | はっちゃく祭りだマルヒ作戦   | 市川 靖    | 山際永三 | 長野昇一、木田三千雄、高橋ジョージ         |
| 28 | 1979/8/18  | ペンフレンドマルヒ作戦       | 安藤豊弘   | 松生秀二 | 早川勝也、小栗一也                         |
| 29 | 1979/8/25  | 燃えろママゴンマルヒ作戦     | 三宅直子   | 松生秀二 | -                                          |
| 30 | 1979/9/8   | 毎度おさわがせマルヒ作戦     | 田口成光   | 山際永三 | 辻三太郎、大井小町                         |
| 31 | 1979/9/15  | 翔べるぞジイサンマルヒ作戦   | 市川 靖    | 松生秀二 | 藤原釜足、入江洋佑                         |
| 32 | 1979/9/22  | あばれ子守唄マルヒ作戦       | 安藤豊弘   | 山際永三 | 石井ひとみ、三井恒、五十嵐五十鈴、松尾文人 |
| 33 | 1979/9/29  | やめるな先生マルヒ作戦       | 安藤豊弘   | 松生秀二 | 北川陽一郎、三宅邦子                       |
| 34 | 1979/10/6  | 飛ばせヒコーキマルヒ作戦     | 田口成光   | 山際永三 | 富川澈夫、高杉哲平                         |
| 35 | 1979/10/13 | 泣け優等生マルヒ作戦         | 山根優一郎 | 川島啓志 | 本庄和子、一谷伸江                         |
| 36 | 1979/10/20 | 女は強いやマルヒ作戦         | 田口成光   | 川島啓志 | 野呂圭介                                   |
| 37 | 1979/10/27 | 父ちゃん社長だマルヒ作戦     | 安藤豊弘   | 山際永三 | 小林勝彦                                   |
| 38 | 1979/11/3  | 決めろシュートだマルヒ作戦   | 安藤豊弘   | 松生秀二 | 藤森政義、堀部隆一、松坂隆子               |
| 39 | 1979/11/10 | 逃げろヒトミちゃんマルヒ作戦 | 市川 靖    | 山際永三 | 山本昌平、西尾徳、篠田薫                   |
| 40 | 1979/11/17 | あばれ人形マルヒ作戦         | 三宅直子   | 山際永三 | 石井富子、鹿又裕司、花上晃                 |
| 41 | 1979/11/24 | 正義のワナだマルヒ作戦       | 山根優一郎 | 松生秀二 | 中丸新将、岩本多代                         |
| 42 | 1979/12/1  | 呪われた桜間家マルヒ作戦     | 安藤豊弘   | 松生秀二 | 黒部進、山添三千代                         |
| 43 | 1979/12/8  | ここ掘れどん平マルヒ作戦     | 市川 靖    | 山際永三 | 岸田森                                     |
| 44 | 1979/12/15 | 危うしヘソクリマルヒ作戦     | 三宅直子   | 山際永三 | 姫ゆり子                                   |
| 45 | 1979/12/22 | 八百勝繁盛マルヒ作戦         | 安藤豊弘   | 川島啓志 | 三戸部スエ                                 |
| 46 | 1979/12/29 | 先生走れマルヒ作戦           | 田口成光   | 川島啓志 | 三宅邦子、小島三児、丘ゆり子、桑原一人     |
| 47 | 1980/1/5   | エミリー台風マルヒ作戦       | 市川 靖    | 松生秀二 | モニカ・リジェインクリィスト、木田三千雄   |
| 48 | 1980/1/12  | くたばれ狐占いマルヒ作戦     | 安藤豊弘   | 松生秀二 | -                                          |
| 49 | 1980/1/19  | 笑えタイヤキマルヒ作戦       | 田口成光   | 山際永三 | 栗又厚、中村美代子、塩月徳子               |
| 50 | 1980/1/26  | クシャミ一発マルヒ作戦       | 山根優一郎 | 山際永三 | 堀勝之祐                                   |
| 51 | 1980/2/2   | 帰れ鬼ッ子マルヒ作戦         | 安藤豊弘   | 川島啓志 | 野口ふみえ、植木まり子                     |
| 52 | 1980/2/9   | 恐怖の劇画だマルヒ作戦       | 市川 靖    | 山際永三 | 紅理子、藤岡洋右                           |
| 53 | 1980/2/16  | 黙れヒトミちゃんマルヒ作戦   | 市川 靖    | 川島啓志 | 中真千子、天田俊明                         |
| 54 | 1980/2/23  | 母ちゃん歌えやマルヒ作戦     | 三宅直子   | 川島啓志 | 立花房子                                   |
| 55 | 1980/3/1   | 涙のゲレンデマルヒ作戦       | 安藤豊弘   | 松生秀二 | マキノ省一、芳良子                         |
| 56 | 1980/3/8   | 明日も暴れるゾマルヒ作戦     | 市川 靖    | 松生秀二 | 山崎純資、橘妃呂子                         |

### DVD化
2005年秋、1作目のDVD化。その後、2012年6月〜9月に「男!あばれはっちゃく」（全102話／4BOX）、同年10、11月に「熱血あばれはっちゃく」（全49話／2BOX）、同年12月〜2013年2月に「痛快あばれはっちゃく」（全93話／3BOX）のDVD-BOXが相次いで発売。そして2013年3月の「逆転あばれはっちゃく」（全27話／1BOX）の発売をもって全シリーズのソフト化が完結。

## コミカライズ
ドラマ放送にあわせ、くまのよしゆき作画によりテレビランドにて連載。1979年、テレビランド・コミックス28として単行本化されている。